# Benedetto Majorana della Nicchiara
Benedetto Majorana della Nicchiara, né à Catane le 18 août 1899, mort dans cette ville le 22 novembre 1982, est un homme politique italien. 
Tour à tour élu sous les couleurs qualunquistes, monarchistes, chrétiennes-sociales, libéral et néofascistes, il s'allie au démocrate chrétien dissident Silvio Milazzo qui préside la Sicile à la tête d'une coalition autonomiste hétéroclite et lui confie la vice-présidence de la région et le portefeuille des Finances. Il lâche cette alliance pour être président de la Région sicilienne de février 1960 à juin 1961. Il est ensuite sénateur de 1972 à 1976.

## Biographie

### Élu local
Membre de l'aristocratie foncière, il se consacre à l'exploitation de ses terres après ses études. Il est président de l'Association provinciale des agriculteurs de Catane, et à partir de 1947 maire de Militello in Val di Catania sous l'étiquette du Fronte dell'Uomo Qualunque. 
En avril 1947, il est candidat aux premières élections régionales sur la liste libérale qualunquiste, mais n'intègre l'assemblée régionale sicilienne que peu avant la fin de la première législature, en 1951. Réélu à la seconde législature, toujours pour le collège de Catane, il rejoint le parti national monarchiste (PNM) dont il intègre le conseil national. Après les élections de 1955, il est élu vice-président de l'Assemblée régionale sicilienne. 

### Opération Milazzo
En 1958, il rejoint la majorité transversale conduite par le démocrate chrétien dissident Silvio Milazzo. Aux élections de 1959, il se présente sous les couleurs de l'Union chrétienne sociale sicilienne de Milazzo pour le collège de Catane. Il échoue face à Ferdinando Stagno d'Alcontres pour la présidence de l'ARS et devient vice-président de la région et conseiller des finances auprès de Milazzo.   
Fin décembre 1959, après la réélection de Milazzo à la présidence, mais avant la nomination de ses adjoints, les percepteurs Ignazio et Antonino Salvo, Luigi Corleo et le messinois Francesco Cambria rencontrent Benedetto Majorana della Nicchiara, qui décide d'attribuer douze bureaux de perception (ceux de Palerme, Barcellona Pozzo di Gotto, Castelvetrano, Favara, Lampedusa, Marsala, Montevago, Palma Montechiaro, Pantelleria, Ravanusa, Riesi et Erice, soit de 14 milliards de lires de taxes et plus de 40 % de la charge fiscale de toute l'île) à la Sigert controlée par le quatuor affairiste.  

### Président de la région sicilienne
Insatisfait du milazzisme et ambitieux, il profite en février 1960 du soutien de leur soutien pour négocier avec les démocrates chrétiens fanfiniens sa défection contre la présidence de l'île, permettant à la DC d'éliminer la dissidence Milazzo par le revirement des monarchistes Ernesto Pivetti et Antonino Paternò di Roccaromana, et celui de deux élus milazziens de Trapani, Antonino Barone et Spanò qu'ont encouragé les Salvo et la mafia locale. Sur fond de dénonciation d'une tentative de corruption d'un député de droite par le chrétien-social Corrao, il est élu le 23 février 1960 avec les voix des démocrates chrétiens, du MSI, du PLI, des monarchistes et de trois transfuges de l'union chrétienne-sociale sicilienne. 
Son gouvernement, dans lequel les démocrates-chrétiens Rosario Lanza, Vincenzo Carollo, Mario Fasino et Francesco Coniglio sont assesseurs, dure jusqu'au 29 juin 1961.  
La junte régionale ne gère guère plus que les affaires courantes et l'approbation du budget. En mars 1960, Majorana signe un accord avec Eni pour l'installation du complexe pétrolier de Gela, à l'issue de discussions initiées par la gauche. 
Lorsque le peuple défile le 8 juillet 1960, contre le gouvernement national de Fernando Tambroni qui a réprimé mortellement les manifestations similaires dans le reste du pays, une délégation conduite par Pio La Torre, obtient que le président de la Région empêche l'intervention de l'armée contre la foule, en appliquant le rarement utilisé article 31 du statut régional qui attribue au président en matière d'ordre public.  
En mars 1961, le MSI retire son soutien au gouvernement sicilien après la décision nationale du parti démocrate-chrétien de refuser toute collaboration avec les néofascistes, pour préparer une coalition de centre-gauche. Durant trois mois, l'Assemblée régionale tente vainement de lui trouver un successeur, jusqu'à l'élection de Salvatore Corallo le 30 juin. 

### Derniers engagements
Déçu par l'attitude des dirigeants démocrates-chrétiens, il démissionne de sa charge de député le 22 février 1963, rejoignant les rangs du PLI. Il devient conseiller national de Confagricoltura (confédération générale de l'Agriculture italienne).
En 1972, il est élu sénateur dans le district de Sicile avec le MSI-DN et a été membre de la commission de l'agriculture jusqu'en 1976 après quoi il se consacre pleinement à ses terres.

## Honneurs
- Stella d'oro al merito rurale (étoile d'or du mérite agricole, Italie)[1]